# Parco Monte Medolano
Il Parco Monte Medolano (Monte della Barcaccia) è un Parco Locale di Interesse Sovracomunale (PLIS), riconosciuto nel 2012, e si trova in Lombardia, nel comune di Medole, nella Provincia di Mantova.
Per via della sua posizione, che permette di dominare visivamente la vasta piana sottostante del Campo di Medole, è stato teatro di numerosi fatti d'arme, tra i cui tre importanti battaglie, in diverse epoche, nelle quali si sono invariabilmente misurati schieramenti francesi e austriaci, sempre con vittoria francese.